# Nouvelle capitale administrative égyptienne
Ne doit pas être confondu avec Nouveau Caire.
La « nouvelle capitale administrative » égyptienne (en arabe : العاصمة الإدارية الجديدة, al-ʿāṣima al-ʾidārīya al-gadīda), parfois appelée Wedian ou Al-Masa, est une ville nouvelle en construction depuis 2016, destinée à devenir à terme la capitale de l'Égypte en remplacement du Caire. Le chantier est situé à environ quarante-cinq kilomètres à l'est du Caire, en plein désert.
Ce projet de déplacement est une tentative de désengorger la métropole nilote, en proie à une expansion démographique et économique que les infrastructures peinent à suivre. Mais les observateurs font remarquer que ce mouvement vers l'est a probablement aussi des visées politiques, visant notamment une plus grande proximité du pouvoir avec la zone stratégique du canal de Suez.
Le projet, prévu depuis les années 1970 et sans cesse repoussé, a connu son véritable lancement à l'arrivée au pouvoir d'Abdel Fattah al-Sissi. Suscitant un certain enthousiasme en Égypte, il est également l'objet de critiques, portant en particulier sur son financement.

## Localisation et toponymie

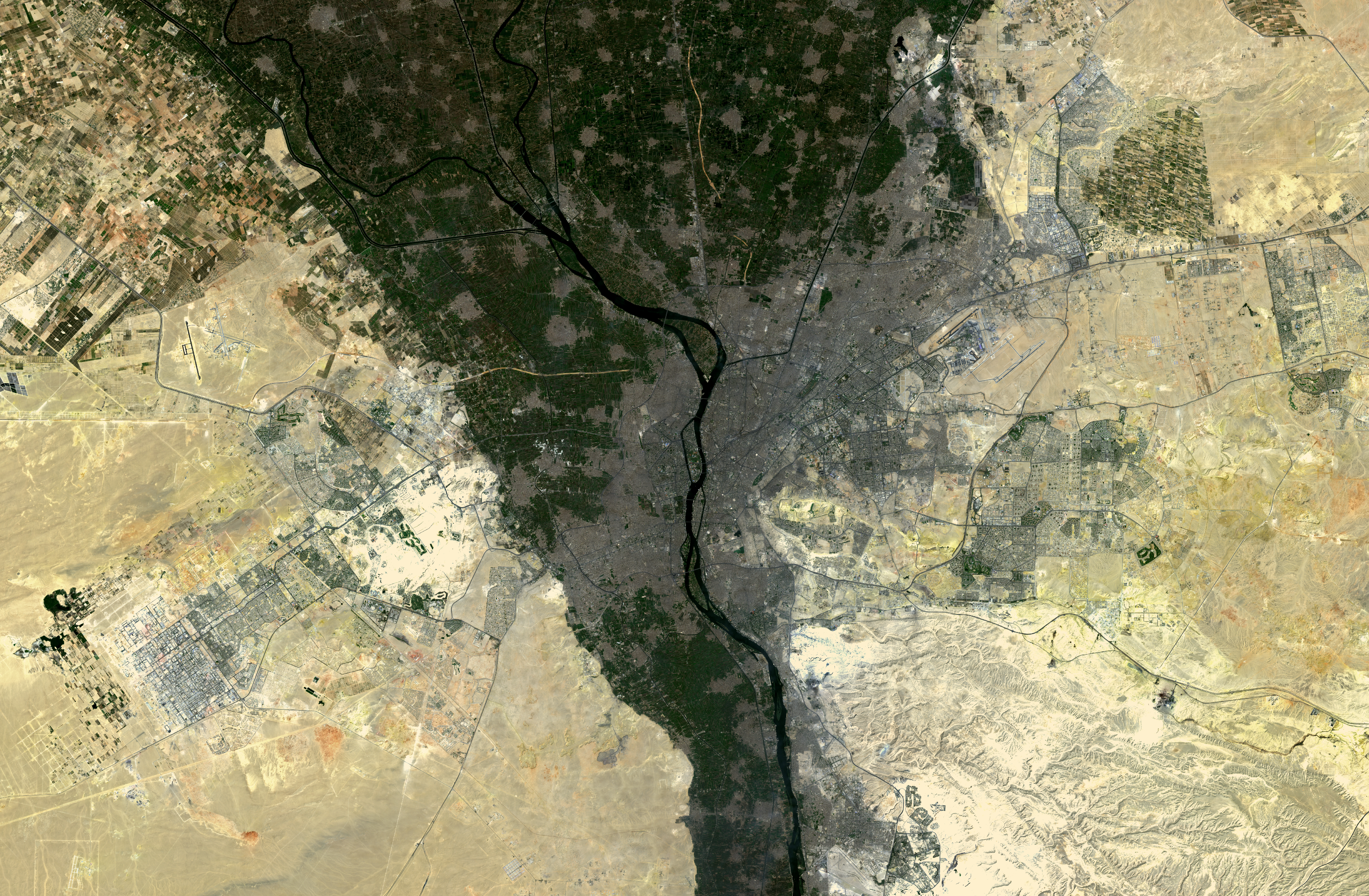
Vue satellite du Caire en novembre 2015. À l'est du centre-ville, on voit les lotissements inachevés du Nouveau Caire ; plus loin vers l'est, les premiers terrassements des autoroutes de la « nouvelle capitale ».

La ville nouvelle est située environ quarante-cinq kilomètres à l'est du Caire, en plein désert et à mi-chemin entre l'actuelle capitale et la ville de Suez, qui se trouve à l’entrée sud du canal. Toutefois, elle reste intégralement incluse à l'intérieur du gouvernorat du Caire ; en effet, la constitution égyptienne dit explicitement que Le Caire est la capitale de l'Égypte. Sa construction devrait en faire une nouvelle cité-satellite de la capitale actuelle, s'ajoutant aux quatre qui ceinturent déjà cette dernière.
En mars 2018, la ville n'a pas encore de nom officiel. Le projet, dénommé en anglais « Future City » lors de sa présentation, est aussi désigné par l'acronyme NAC, pour « New Administrative Capital ». Ses détracteurs l'appellent ironiquement « Madinat Sissi » (en arabe) ou « Sissi-City » (en anglais), soit « Sissiville », pour souligner son caractère pharaonique, personnel et volontariste,. 
Également employé, le nom Wedian est le pluriel de wadi, qui se traduit en français par « vallée », le projet s'étendant sur douze vallées distinctes destinées à servir de plaques tournantes à différents secteurs. Un autre nom utilisé est Al-Masa.

## Historique du projet

### Premiers projets
Le projet de nouvelle capitale s'inscrit dans une nombreuse lignée de villes nouvelles, lancées par les divers gouvernants qui se sont succédé depuis l'indépendance et visant toutes à désengorger la vallée du Nil, où se trouvent les seules terres arables du pays. Ainsi, le schéma directeur de 1974 prévoyait l'aménagement de dix-huit villes nouvelles, toutes situées dans les déserts à l'est ou à l'ouest du fleuve (par exemple Dix-de-Ramadan et Six-Octobre).
Entre 1977 et 2000, vingt-deux projets ont ainsi été menés à bien, en particulier sous Anouar el-Sadate et Hosni Moubarak.

### Relance sous al-Sissi

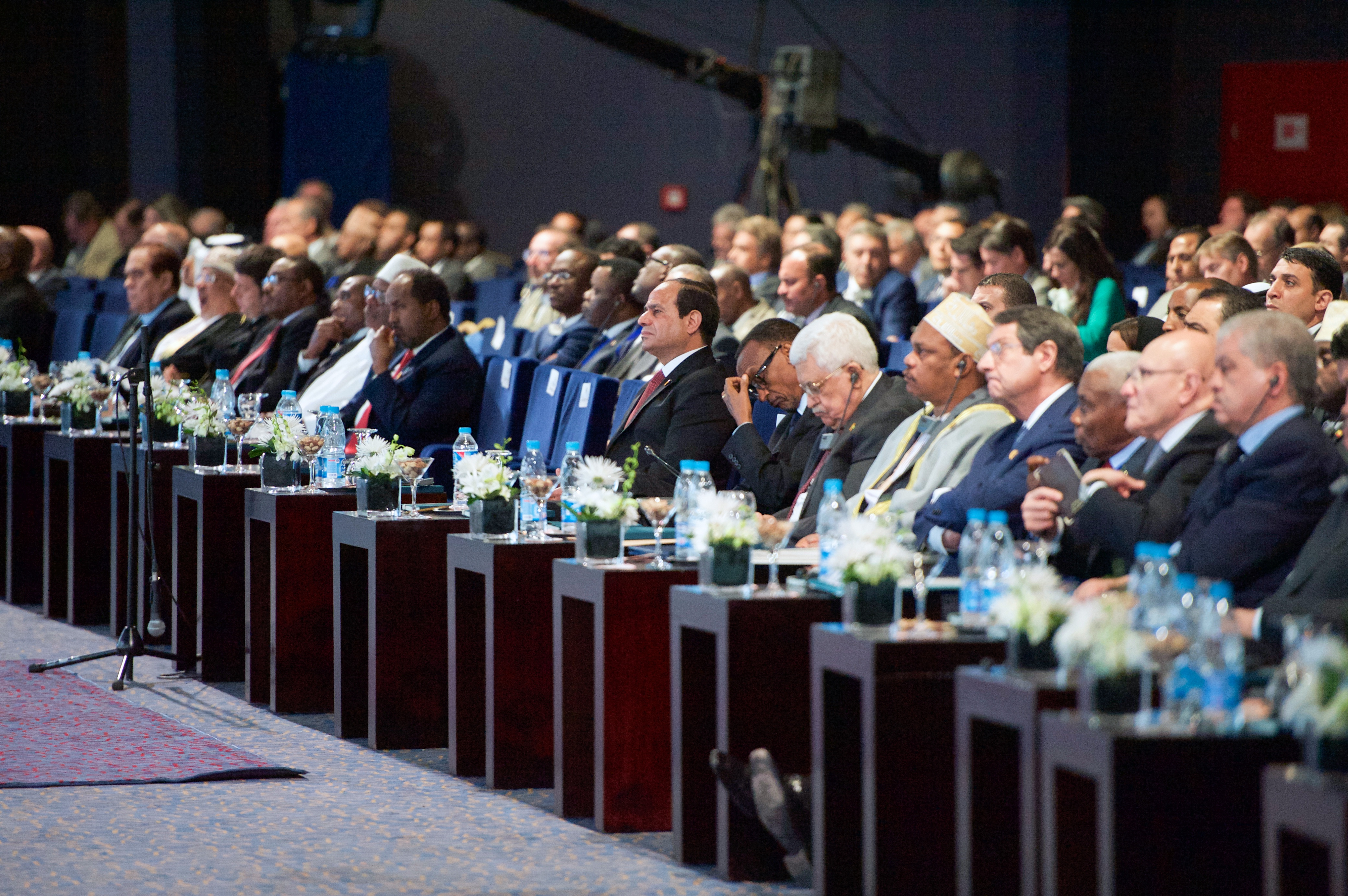
La conférence de Charm el-Cheikh durant laquelle Abdel Fattah al-Sissi présente en mars 2015 le projet de nouvelle capitale.

Dès son arrivée au pouvoir en 2014, Abdel Fattah al-Sissi montre un fort intérêt pour le projet de nouvelle capitale et lance très rapidement le chantier. En mars 2015, à Charm el-Cheikh, il présente le projet à la communauté internationale. Le calendrier des travaux propose que le déménagement du palais présidentiel, du Parlement et des trente-deux ministères ait lieu dès juin 2019.
L'intérêt d'al-Sissi pour ce projet est triple. Premièrement, la ville nouvelle a pour but de désengorger Le Caire, qui en 2015 compte dix-huit millions d'habitants (nocturnes), mais jusqu'à vingt-deux millions d'usagers (diurnes) ; les prévisions démographiques officielles anticipent une population de quarante millions d'habitants en 2040. La réalisation d'une ville moderne, bien desservie, très fonctionnelle, est considérée par les observateurs comme un moyen pour le nouveau pouvoir fort d'affirmer sa solidité et sa capacité d'investissement, ainsi qu'une certaine rupture avec une Égypte traditionnelle que symbolise l'urbanisme complexe du Caire.
Par ailleurs, le choix de déménager le centre décisionnel du pouvoir politique vers l'est ne doit rien au hasard ; de nombreux observateurs s'accordent pour dire que le président égyptien cherche à rapprocher le pouvoir du canal de Suez, artère commerciale vitale pour le pays, ainsi que de la péninsule du Sinaï, politiquement indocile. Enfin, le choix de placer les institutions politiques dans une ville nouvelle tracée au cordeau et placée sous télésurveillance limite les risques d'exposition du pouvoir aux velléités contestataires et revendicatrices des Cairotes.

### Travaux réalisés

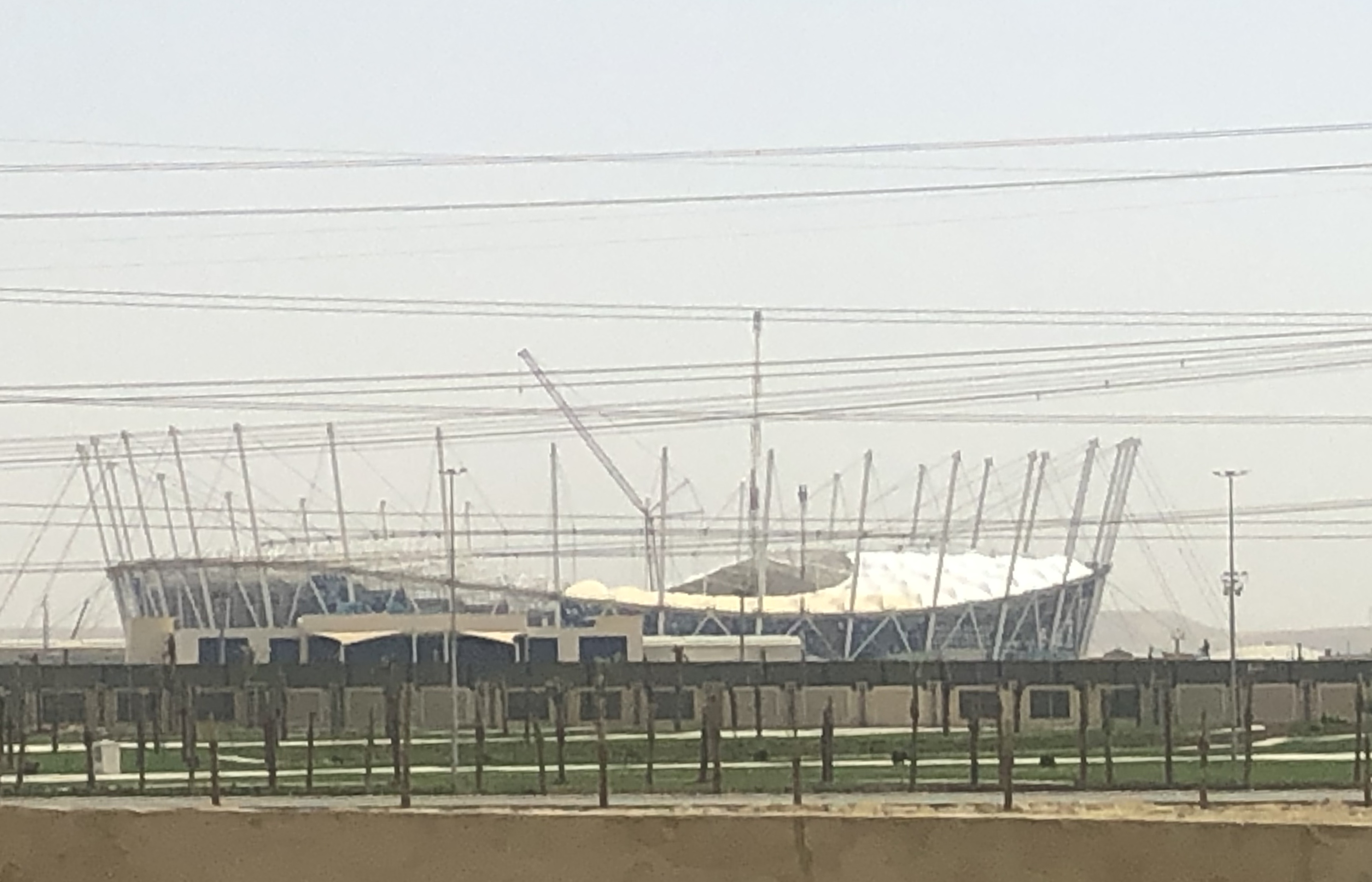
Le stade en construction le 22 avril 2022.

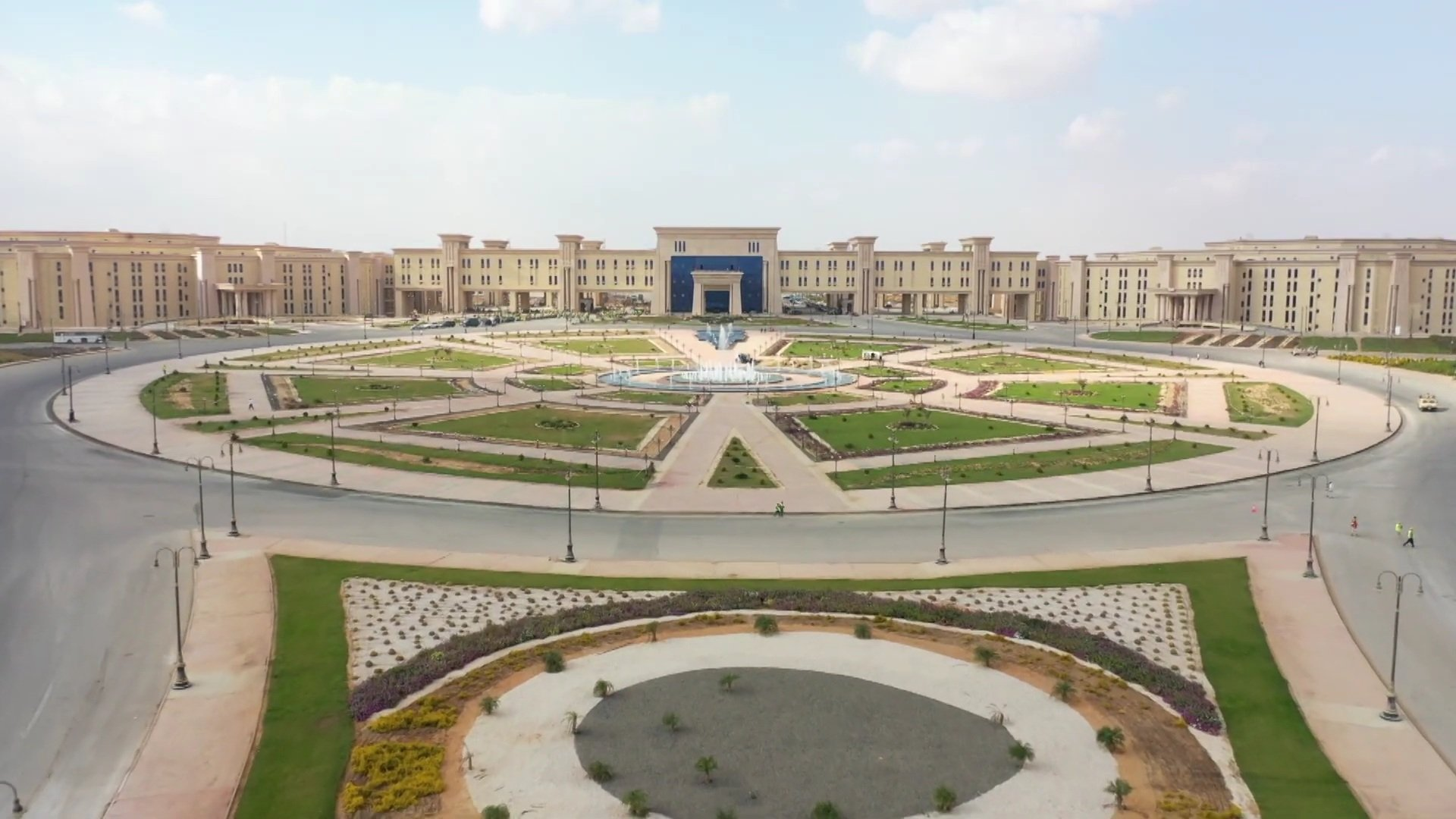
« L'Octogone », place monumentale de la ville, en novembre 2020.

Les travaux commencent par un grand chantier d'infrastructures. En 2016 démarre la première tranche des travaux urbains à proprement parler, couvrant une surface de 17 000 hectares (25 000 logements, répartis en sept cents immeubles et neuf cent cinquante villas). Sur ce chantier travaillent environ deux cent mille personnes (ouvriers, mais aussi fonctionnaires, militaires, etc.). Cette première phase correspond à un budget d'environ soixante-dix milliards de livres égyptiennes (soit environ 3,3 milliards d'euros au taux de change de 2018). En mars 2018, 390 kilomètres d’autoroutes ont été construits.
La Chine, très présente dans le financement du projet, est également investie dans la construction, avec la réalisation d'au moins une vingtaine de tours. La construction implique en particulier la China State Construction Engineering Corporation (CSCEC) et China Fortune Land Development. La CSCEC est la première entreprise de construction du monde quant au chiffre d'affaires, et a un statut d'entreprise du gouvernement central chinois. La seconde est une entreprise privée de taille très inférieure, mais comptant cependant un membre du parti communiste chinois dans son comité.
Les travaux sont régulièrement visités par des journalistes étrangers, à travers des visites guidées promotionnelles. Au printemps 2021, alors que la pandémie de Covid-19 a fait prendre du retard au chantier, environ 60 % du chantier est terminé selon les sources gouvernementales, et la date annoncée de l'inauguration officielle est en décembre 2021.
Le 10 mars 2021, le président égyptien déclare que l’issue du transfert des agents publics au nouveau siège du gouvernement fin 2021 ou début 2022 sera l'occasion du « début de la seconde république ». L'inauguration prévue de la nouvelle capitale administrative doit être accompagnée d'une manifestation spectaculaire qui sera diffusée par le biais des médias internationaux. La première phase de transfert d'agents publics devrait compter près de 51 000 fonctionnaires de niveaux différents. Ces derniers ont selon lui tous été formés depuis 2018 aux différents outils numériques (notamment la nouvelle plateforme G2G[Quoi ?]) mis à disposition au nouveau siège du gouvernement à la nouvelle capitale administrative.
Les premiers fonctionnaires devaient y travailler à partir de décembre 2021 et être 100 000 d'ici 2024.
L'inauguration de la première phase couvrant 126 km2 est finalement repoussée à 2022.

## Caractéristiques urbaines

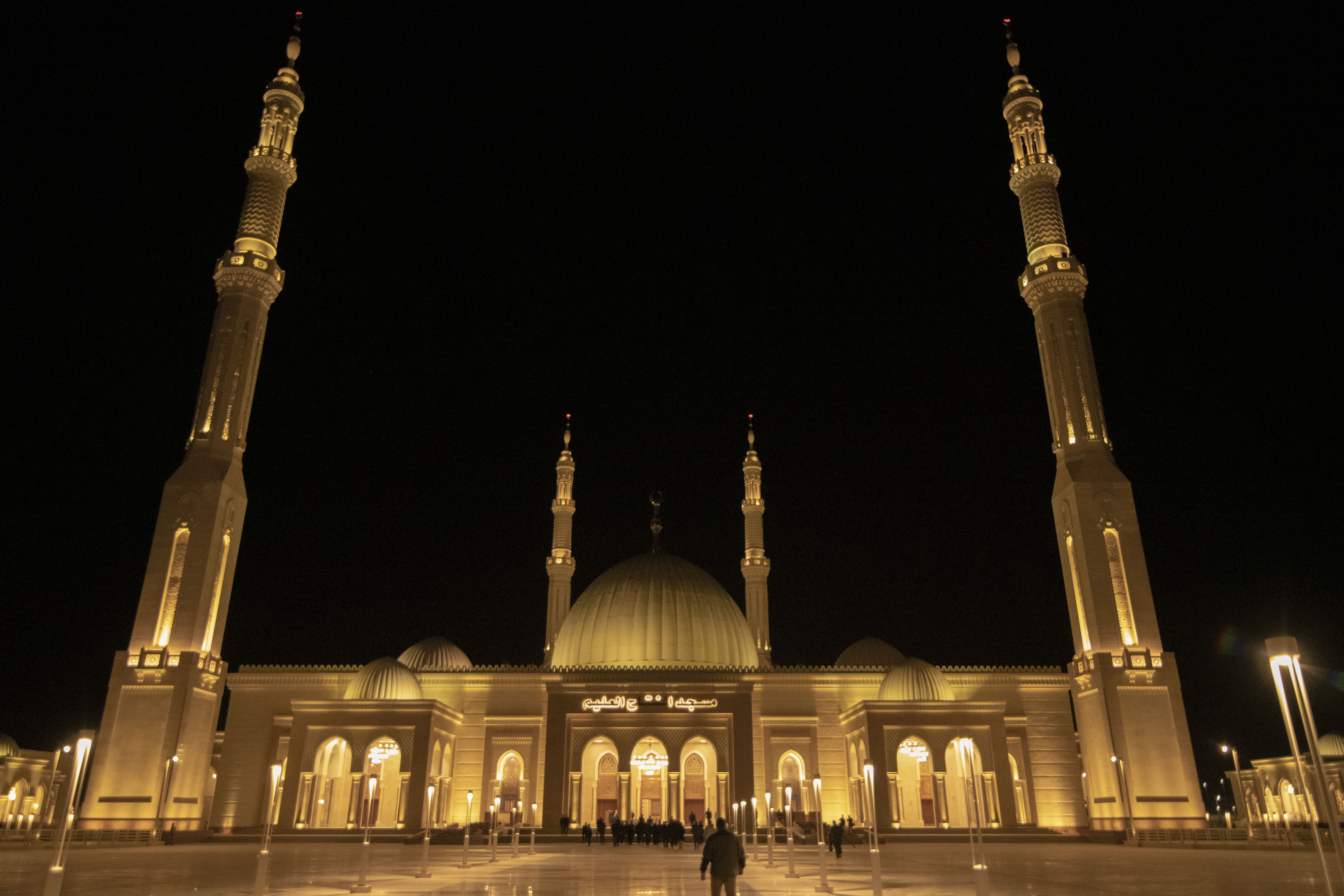
La mosquée Al-Fattah al-Alim.

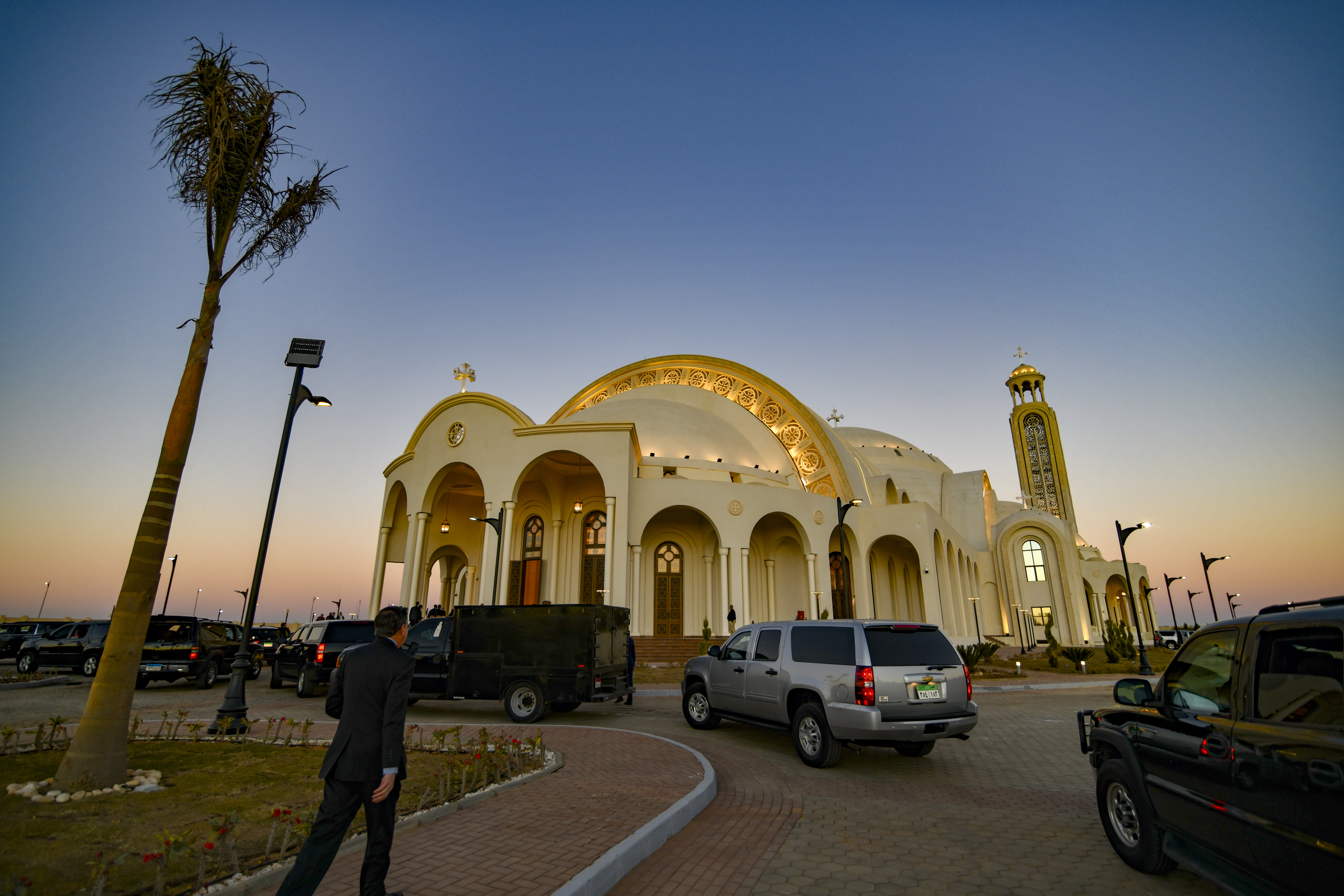
La cathédrale de la Nativité du Christ.

Le choix urbanistique, construit avec l'agence d'architectes américaine Skidmore, Owings and Merrill, s'est porté sur une réalisation proche de ce qui est fait à Dubaï, avec une ville relativement compacte dans son centre, un quartier des affaires représentant un signal visuel fort, mais faisant la place à des espaces d'habitation vastes et verts. L'emprise de la nouvelle capitale est de sept cents kilomètres carrés. L'ensemble est prévu pour accueillir environ six millions et demi d'habitants, répartis dans vingt-et-un districts résidentiels, à une échéance de vingt ans environ. La ville est prévue pour compter environ dix mille kilomètres de voies nouvelles, dont une part importante réservée à l'espace piétonnier. À l'achèvement, 1 750 000 emplois permanents sont prévus, ainsi que 663 infrastructures de santé, sept cents écoles maternelles et garderies, ainsi qu'un parc d'attraction de grandes dimensions,. 
Outre de très nombreux logements, non seulement de haut de gamme mais aussi plus modestes afin d'accueillir tous les fonctionnaires du nouvel ensemble, le projet compte des hôtels de luxe, un nouvel aéroport, une tour de 345 mètres. En janvier 2019, le premier bâtiment public inauguré est la cathédrale de la Nativité du Christ, décidée notamment en réaction à l'attentat du 11 décembre 2016, et plus grande église du Moyen-Orient,. Au même moment, la mosquée Al-Fattah al-Alim, plus grande mosquée d'Égypte, est également inaugurée.

## Critiques

### Financement
La plus virulente critique adressée par les observateurs au projet est l'absence de transparence concernant le financement de l'opération. Le coût annoncé du projet est d'environ quarante-trois milliards d'euros en 2015, alors que l'Égypte traverse une crise économique et budgétaire importante. Si la plupart des noms des équipements construits ou à construire sont inconnus, la grande artère centrale du projet portera le nom de Mohammed ben Zayed Al Nahyane, prince héritier de l'émirat d'Abou Dabi, ce qui laisse supposer aux observateurs un financement au moins en partie émirati : « L’Égypte se livre au Golfe, à l’Arabie saoudite et aux Émirats ». Les investisseurs dubaïotes, intéressés lors du lancement du projet, refusent rapidement de s'engager et de fournir les garanties financières nécessaires.
La China State Construction finance un tiers du prix prévisionnel du projet (environ quinze milliards d'euros sur les quarante-cinq anticipés) par un mécanisme de prêts.
Contre ces critiques, des responsables du gouvernement égyptien se sont prononcés à plusieurs reprises pour clarifier que la méthode de financement de la nouvelle capitale administrative s'appuie sur une stratégie simple. Il s'agit de rendre de la valeur aux territoires à travers la mise en place d'infrastructures comme l'eau, l'électricité et le gaz, d'où la volonté actuelle des sociétés du secteur privé comme du secteur public d'investir dans des projets commerciaux et résidentiels. Donc, pour le gouvernement égyptien, le financement de la nouvelle capitale administrative ne mobilise pas des dépenses affectées au budget national et se déroule d'une manière complètement indépendante et séparée.
De surcroît, au cours de la pandémie de Covid-19, de nombreux Égyptiens critiquent la priorité donnée à ce projet face à des enjeux médicaux paraissant largement plus prioritaires.

### Fort risque de non-achèvement
Les prévisions officielles de durée du chantier varient en fonction des personnes effectuant les annonces : al-Sissi parle d'un chantier ne dépassant pas cinq ans ; le ministre du Logement estime entre cinq et sept ans la durée des travaux ; mais le ministre de l’Investissement parle de douze années de chantier avant mise en service. L'exemple des villes nouvelles égyptiennes déjà construites montre leur échec relatif à se développer (à l'exception de Dix-de-Ramadan, qui a partiellement rempli ses objectifs initiaux), et a fortiori à désengorger la capitale.
L'analyse des travaux réalisés en fin d'année 2017 et au début de 2018 montre un resserrement du projet par rapport aux ambitions initiales, resserrement sur lequel aucune communication officielle n'est effectuée ; mais de nombreux panneaux publicitaires présentant l'état initialement prévu de la nouvelle capitale sont abattus ou arrachés, ce qui laisse présager une modification assez importante du projet. Cette modification est observable sur les bâtiments déjà réalisés, qui ne correspondent pas à l'architecture de style dubaïote envisagée, mais plutôt à ce qui se fait depuis des années en matière de construction en Égypte.

### Risque d'une bulle immobilière
Conséquemment au risque de non-achèvement, les observateurs les plus pessimistes craignent que ce projet ne débouche sur une bulle immobilière.

### Approvisionnement en eau
Un autre point fréquemment souligné est la difficulté d'approvisionner le nouvel ensemble urbain en eau douce ; la seule source disponible est en effet le Nil lui-même, dont il faut pomper l'eau pour l’apporter en plein désert.
Aux sujets de l'approvisionnement en eau, mais aussi en électricité, aucune étude publique sur les consommations quotidiennes de la ville n'a été publiée. Les plans visibles début 2022 montrent en revanche une diminution des espaces verts prévus par rapport aux premiers plans-masses.

### Une ville pour les riches
Une autre des critiques adressées au projet est de se former une ville pour les plus aisés, excluant soit de fait — par le prix des logements proposés — soit de droit — par la constitution d'une ville fermée et très sécurisée — les plus modestes. Ismaïl Alexandrani, journaliste d’investigation égyptien, estime ainsi en 2015 que la nouvelle capitale sera une « bulle golfienne isolée et climatisée ».
D'autre part, le coût de ce chantier mobilise nécessairement des fonds qui auraient pu être utilisés ailleurs. Selon Khaled Fahmy (en), le projet est « la meilleure illustration de l’insistance [du] gouvernement à ignorer [la population] » et un exemple de « l’absence totale d’institutions démocratiques efficaces ». Le journaliste Ismaël Alexandrani estime quant à lui que ce projet est l'aboutissement du modèle néolibéral de développement urbain prôné et mené à bien par Hosni Moubarak durant sa présidence, modèle financé en partie par les pays du Golfe et cherchant plus l'inscription du Caire dans le réseau des villes mondiales que le bien-être des habitants.

### Une ville sous contrôle militaire
La planification de la ville est encadrée par une institution créée de toutes pièces et nommée « Administrative Capital Urban Development » (ACUD). Cette commission compte treize membres, dont cinq des Forces armées égyptiennes et trois seulement du ministère du Logement, des Services publics et des Communautés urbaines (en). Depuis août 2017, le président de l'ACUD est le général en retraite Ahmed Abdin (en) et le porte-parole est un autre général, Khaled Al-Husseini.
La ville a expressément été conçue en réaction à un Caire émeutier et contestataire. Pour Khaled Al-Husseini, « l’armée aura la charge de commander et contrôler le centre et contrôlera la ville entière depuis ce centre », s'apparentant pour plusieurs observateurs à l'ancienne « Zone verte » américaine de Bagdad.
D'après certaines sources, l'armée pourrait posséder 51 % du projet.

### Efficacité du désengorgement
La crainte exprimée que les logements soient inabordables pour la classe moyenne et a fortiori les classes modestes égyptiennes en génère une autre : que la nouvelle capitale soit un « éléphant blanc », une cité très peu peuplée au regard de ses ambitions, et donc que l'engorgement du Caire se poursuive et s'aggrave. Ainsi, certaines délégations diplomatiques actuellement implantées au Caire n'envisagent absolument pas de déménagement dans la nouvelle capitale, mais seulement la création d'une antenne locale.
Les sceptiques prennent pour exemple la trentaine de villes nouvelles déjà construites en Égypte, qui en trente ans n'ont accueilli que 2 % de la population égyptienne ; certains des immeubles de ces villes nouvelles sont vides aux trois quarts, et n'offrent pas de desserte en transports en commun,. Certains observateurs font remarquer la similitude architecturale et urbanistique de Wedian avec tous les projets précédents menés depuis la présidence de Nasser, ainsi qu'avec le mode de vie américain et l'architecture des pays du Golfe persique. En réponse, le directeur de l'Administrative Capital for Urban Development, Ahmed Zaki Abdin, affirme que la nouvelle ville sera « intelligente » et utilisera des « technologies modernes ».
Même en cas de succès, certains craignent que la réussite du projet urbain de la nouvelle cité crée une forte migration pendulaire entre les deux pôles du Caire ancien et de la ville nouvelle, contribuant à l'engorgement plutôt qu'au soulagement des infrastructures. Par ailleurs, les mobilités internes aux villes nouvelles accordent une place quasi-exclusive à la voiture individuelle, sans aucun projet de transports en commun à l'exception de la ligne prévue de monorail reliant l'actuelle capitale à la nouvelle.
Pour une urbaniste de l'Institut de recherche pour le développement, la nouvelle capitale est trop proche du Caire, et « dans quelques années, elle va s'agrandir et sera complètement absorbée et cela ne fera qu'ajouter aux problèmes de gestion d'une forte concentration de population dans un espace encore plus grand ».